# Baryconus dudichi
Baryconus dudichi är en stekelart som beskrevs av Szabó 1981. Baryconus dudichi ingår i släktet Baryconus och familjen Scelionidae. Inga underarter finns listade.